# Sophia Ophilia Adjeibea Adinyira
Sophia Ophelia Adjeibea Adinyira, née le 8 juin 1947 à Cape Coast,, est une juge ghanéenne à la retraite de la Cour suprême du Ghana et membre du Tribunal d’appel des Nations unies,,.  

## Enfance et éducation
Adinyira est née le 8 juin 1947 à Cape Coast dans la région du Centre du Ghana,. Elle a fréquenté la Fijai Senior High School (en) de 1961 à 1966 pour son certificat de niveau «O» et la Wesley Girls' Senior High School de 1966 à 1968 pour son certificat de niveau «A». Elle obtient sa formation juridique à l'université du Ghana et à l'école de droit du Ghana, et a été admise au Barreau du Ghana en 1973.  

## Carrière
Adinyira a travaillé au ministère public en 1974 en tant que procureur adjoint. Elle a occupé ce poste jusqu'en 1986, date à laquelle elle a été élevée au poste de procureur général. En 1989, elle a été nommée au siège de la Haute Cour,. Elle a travaillé comme juge à la Haute Cour pendant environ une décennie et, en 1999, elle a obtenu sa promotion au siège de la Cour d'appel. Elle a été nommée à la Cour suprême du Ghana le 15 mars 2006, et siège jusqu'en juillet 2019 . Elle a également été juge du Tribunal d’appel des Nations unies de juillet 2009 à juin 2016, siégeant à New York et à Genève.  
Adinyira est membre de l'Association internationale des femmes juges et préside le Comité national multisectoriel de protection de l'enfance. Elle a élaboré une politique de justice juvénile pour le Ghana avec le soutien du Ministre du genre, des enfants et de la protection sociale et de l'UNICEF. Elle est également membre du General Legal Council, l'organisme responsable de l'éducation juridique au Ghana,.  

## Prix et distinctions
Adinyira a été membre du comité de discipline du Conseil juridique général. Elle a reçu un prix national pour sa contribution à « l'amélioration du destin de l'enfant ghanéen » du Ministre des femmes et des enfants à l'occasion du vingtième anniversaire de la Convention des Nations Unies relative aux droits de l'enfant.    